# 63498 Whitehead
63498 Whitehead este o planetă minoră (asteroid), cu un diametru de 8,495 km, din centura de asteroizi. A fost descoperită pe 28 iulie 2001 la Observatorul Reedy Creek de John Broughton⁠(d). 
Obiectul prezintă o orbită caracterizată de o semiaxă mare de 3,1565523935496 UAi, o excentricitate de 0,074038249047348, o înclinație de 14,91071651316 ° în raport cu ecliptica.